# 9396 Yamaneakisato
9396 Yamaneakisato eller 1994 QT är en asteroid i huvudbältet som upptäcktes den 17 augusti 1994 av den japanska astronomen Takao Kobayashi vid Ōizumi-observatoriet. Den är uppkallad efter amatörastronomen Akisato Yamane.
Asteroiden har en diameter på ungefär 11 kilometer.